# Smodicum parandroïdes
Smodicum parandroïdes là một loài bọ cánh cứng trong họ Cerambycidae.